# Yalennis Castillo
Yalennis Castillo (ur. 21 maja 1986) – kubańska judoczka, wicemistrzyni olimpijska.
Startuje w kategorii do 78 kg. Jej największym osiągnięciem jest srebrny medal igrzysk olimpijskich w Pekinie. W walce o złoty medal przegrała z chińską zawodniczką Yang Xiuli. Startowała w Pucharze Świata w latach 2005–2008, 2010, 2012 i 2016.

## Osiągnięcia

### Igrzyska olimpijskie
| Igrzyska olimpijskie | Data             | Kategoria | Miejsce |
| -------------------- | ---------------- | --------- | ------- |
| Pekin 2008           | 14 sierpnia 2008 | do 78 kg  |         |